# Théorie de la priorité des droits
La théorie de la priorité des droits est une théorie du droit formulée par Ronald Dworkin dans son ouvrage Prendre les droits au sérieux.
Cette théorie demeure influente parmi les juges et avocats et elle est citée dans plusieurs décisions de la Cour suprême du Canada. Il s'agit d'une théorie constitutionnelle qui accorde systématiquement priorité aux droits sur les considérations utilitaires d'intérêt général et sur les autres règles de droit. 
Ainsi, si un droit est un droit, il constitue un atout qui bloque toutes les autres considérations et le tribunal a par conséquent l'obligation d'y donner effet.